# Humansville
Humansville és una població dels Estats Units a l'estat de Missouri. Segons el cens del 2000 tenia 946 habitants.

## Demografia
Segons el cens del 2000, Humansville tenia 946 habitants, 389 habitatges, i 219 famílies. La densitat de població era de 306,9 habitants per km².
Dels 389 habitatges en un 24,7% hi vivien nens de menys de 18 anys, en un 42,4% hi vivien parelles casades, en un 11,6% dones solteres, i en un 43,7% no eren unitats familiars. En el 39,3% dels habitatges hi vivien persones soles el 22,4% de les quals corresponia a persones de 65 anys o més que vivien soles. El nombre mitjà de persones vivint en cada habitatge era de 2,15 i el nombre mitjà de persones que vivien en cada família era de 2,89.
Per edats la població es repartia de la següent manera: un 21,2% tenia menys de 18 anys, un 5,5% entre 18 i 24, un 24,6% entre 25 i 44, un 20,6% de 45 a 60 i un 28% 65 anys o més.
L'edat mediana era de 44 anys. Per cada 100 dones de 18 o més anys hi havia 78,7 homes.
La renda mediana per habitatge era de 19.821 $ i la renda mediana per família de 29.018 $. Els homes tenien una renda mediana de 21.181 $ mentre que les dones 14.423 $. La renda per capita de la població era d'11.051 $. Entorn de l'11,9% de les famílies i el 18,7% de la població estaven per davall del llindar de pobresa.

## Poblacions més properes
El següent diagrama mostra les poblacions més properes.